# フライングカーペットII
『フライングカーペットⅡ』（フライングカーペットツー）は、1992年5月にSANKYOが発売した、中央に魔法の絨毯をモチーフとした役物が配置されているパチンコ機のシリーズ名。

## 概要
貯留型の羽根モノタイプ。『マジックカーペット』の新要件基準対応バージョン後継機として発売された。
最大5個まで貯留が可能であり、4個以上の貯留によりパンクする割合が比較的少なくなる。

## スペック
- フライングカーペットⅡ
  - 賞球数 7&13
  - 大当たり最高継続 15R
  - 最大貯留 5個

## 演出
通常時の羽根開閉時間は、1チャッカーに入賞すると0.4秒、2チャッカーの場合は0.45秒×2回である。
V入賞後は、最大5個まで玉を貯留する。ハズレ3カウントまたは12回開閉後に、カーペットが上昇し貯留解除となり、同時にVゾーンが左右に動き出す。
羽根に拾われた玉は、上段ステージのサイドから下段ステージに斜めに転がり込む。下段の中央には奥から手前にかけて突起があるのが特徴である。『マジックカーペット』にはなかったこの突起がV入賞に影響を与えていた。

## サウンドトラック
- 『ザ・パチンコ・ミュージックフロム三共 3』 キングレコード、1998年8月21日。KICA-1216。
  - BGMが収録されている。